# ماکسی گومز
ماکسیمیلیانو «ماکسی» گومز گونسالس (اسپانیایی: Maximiliano "Maxi" Gómez González‎؛ زادهٔ ۱۴ اوت ۱۹۹۶) بازیکن فوتبال اهل اروگوئه است که هم‌اکنون در استقلال در پست مهاجم بازی می‌کند.